# Jodplante
Jodplante (Macleaya) er en slægt med 2 arter, der er udbredt i Kina, Japan og på Taiwan. Det er flerårige, urteagtige planter med en opret og delvist forveddet vækst. Alle dele indeholder en gul mælkesaft. Rødderne danner udløbere. Stænglerne er voksklædte, hule og glatte. Bladene sidder spredt, og de er 7-9 lappede med bølget til indskåret bladrand. Blomsterne er samlet i store, endestillede toppe. De enkelte blomster er små med 4 hvidlige blosterblade og mange støvdragere. Frugten er en ægformet til næsten rund kapsel med mange frø.
| Beskrevne arter |

- Hvid jodplante (Macleaya cordata)
- Enfrøet jodplante (Macleaya microcarpa)